# Zona Central de São Paulo

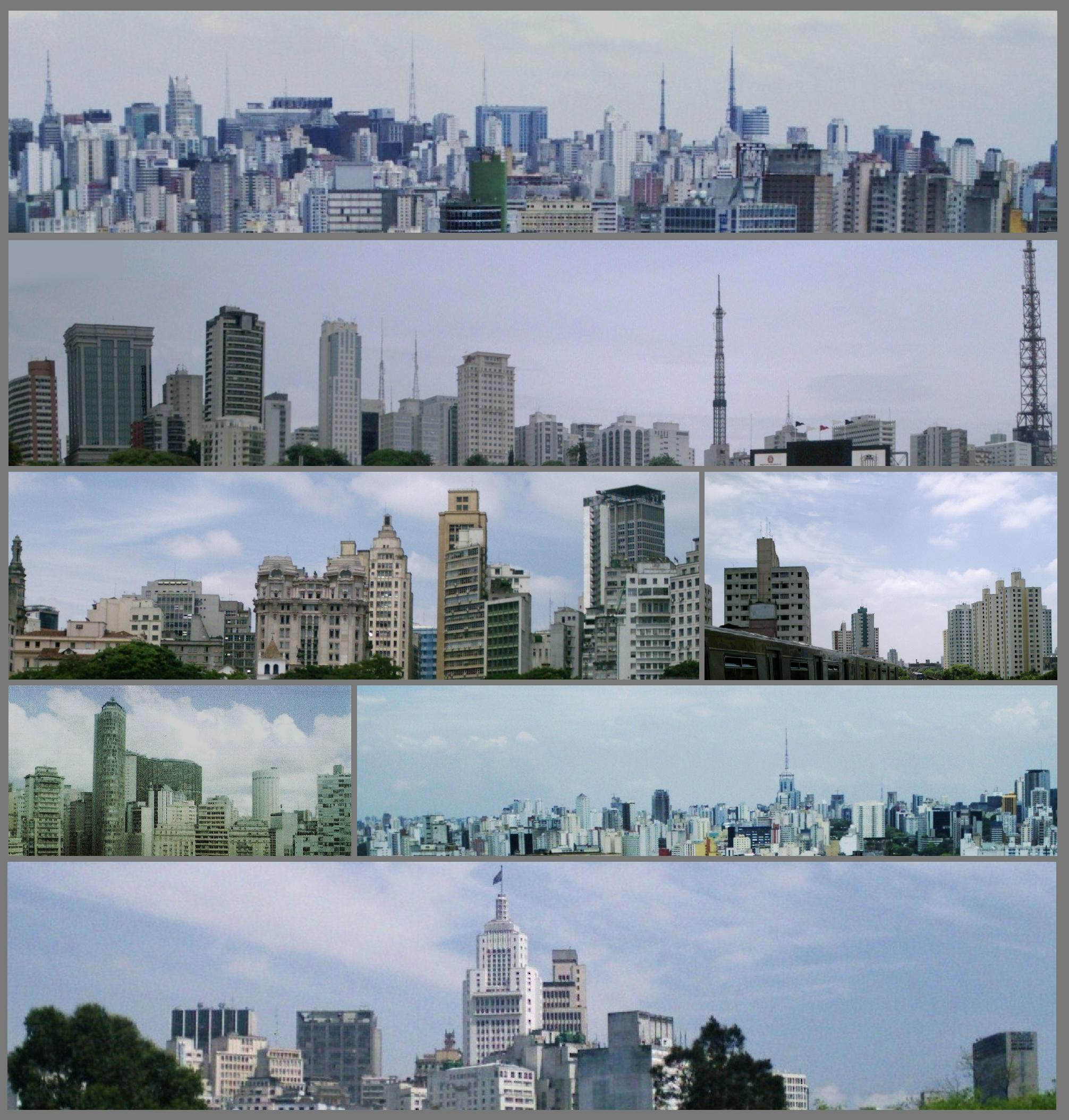
Panoramas Urbanos de la Zona Central de São Paulo.

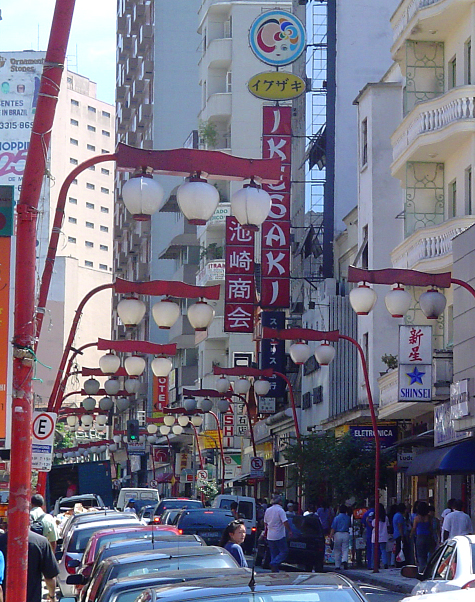
El barrio japonés (Liberdade),en el Centro de la ciudad.

Se denomina comúnmente Zona Central de São Paulo a la región administrada por la Subprefectura de Sé, que engloba los barrios y distritos de Bela Vista, Bom Retiro, Cambuci, Consolação, Higienópolis (barrio), Aclimação (barrio), Liberdade, República, Sé y Santa Cecília. No debe ser confundida con la región conocida como centro expandido, la cual engloba también partes de las subprefecturas de Mooca, Lapa, Pinheiros y Vila Mariana.
En esta región se encuentra el centro histórico de la ciudad, y también las principales instituciones culturales y un alto movimiento laboral. La renta de la región está por encima del promedio de la ciudad, aunque haya una cantidad importante de sin techo y algunos bolsones de pobreza, como la región de Cracolândia (la cual está siendo objetivo de un proceso de gentrificación por parte del gobierno municipal).
Es punto de encuentro de las vías principales de la ciudad, y también la región mejor conectada a la red de transporte público en la ciudad, siendo atendida por todas las líneas de metro, con excepción de la Línea 5. Es también sede de algunas de las principales instituciones de enseñanza superior de la ciudad, como la Universidade Mackenzie, la Fundación Armando Álvares Penteado (FAAP) y unidades de la Universidad de São Paulo, como la Facultad de Derecho, el Centro Universitario MariAntonia y la sede de los cursos de posgraduación de la Facultad de Arquitectura y Urbanismo.

## Principales plazas
- Praça da Sé
- Praça da República
- Praça da Liberdade
- Praça Doutor João Mendes
- Praça Ramos de Azevedo
- Praça do Patriarca
- Praça Antônio Prado
- Praça Dom José Gaspar
- Praça Rotary
- Pátio do Colégio
- Largo do Arouche
- Largo São Bento
- Largo de Paysandú
- Largo de São Francisco
- Largo da Misericórdia

Viaductos
- Viaduto do Chá
- Viaducto de Santa Ifigênia
- Viaducto Jacareí
- Vale do Anhangabaú
- Vale do Pacaembu
- Viaducto 25 de Março
- Viaducto Diário Popular
- Viaducto Jacarei
- Viaducto 9 de julho
- Viaducto Maria Paula
- Viaducto Paraiso
- Viaducto Brigadeiro
- Viaducto Jaceguai
- Viaducto Julio de Mesquita Filho

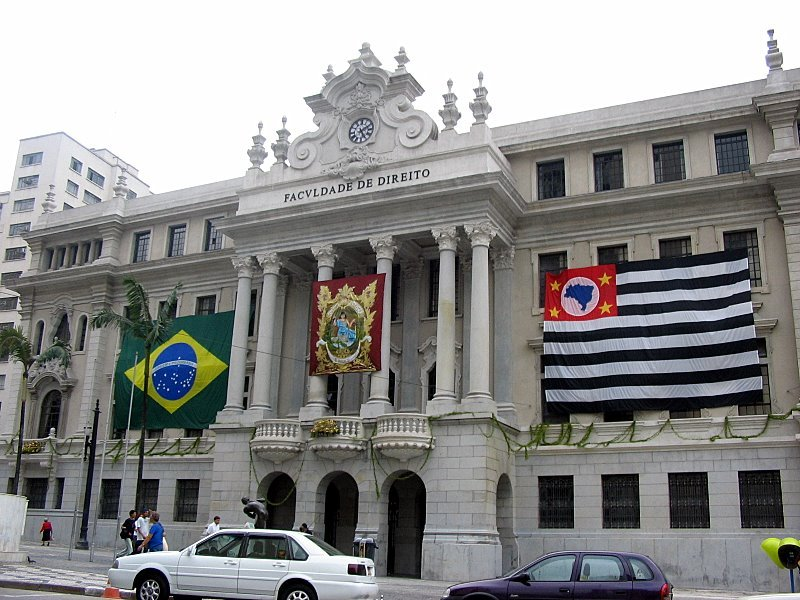
La facultad de derecho de la USP - Universidad de São Paulo.

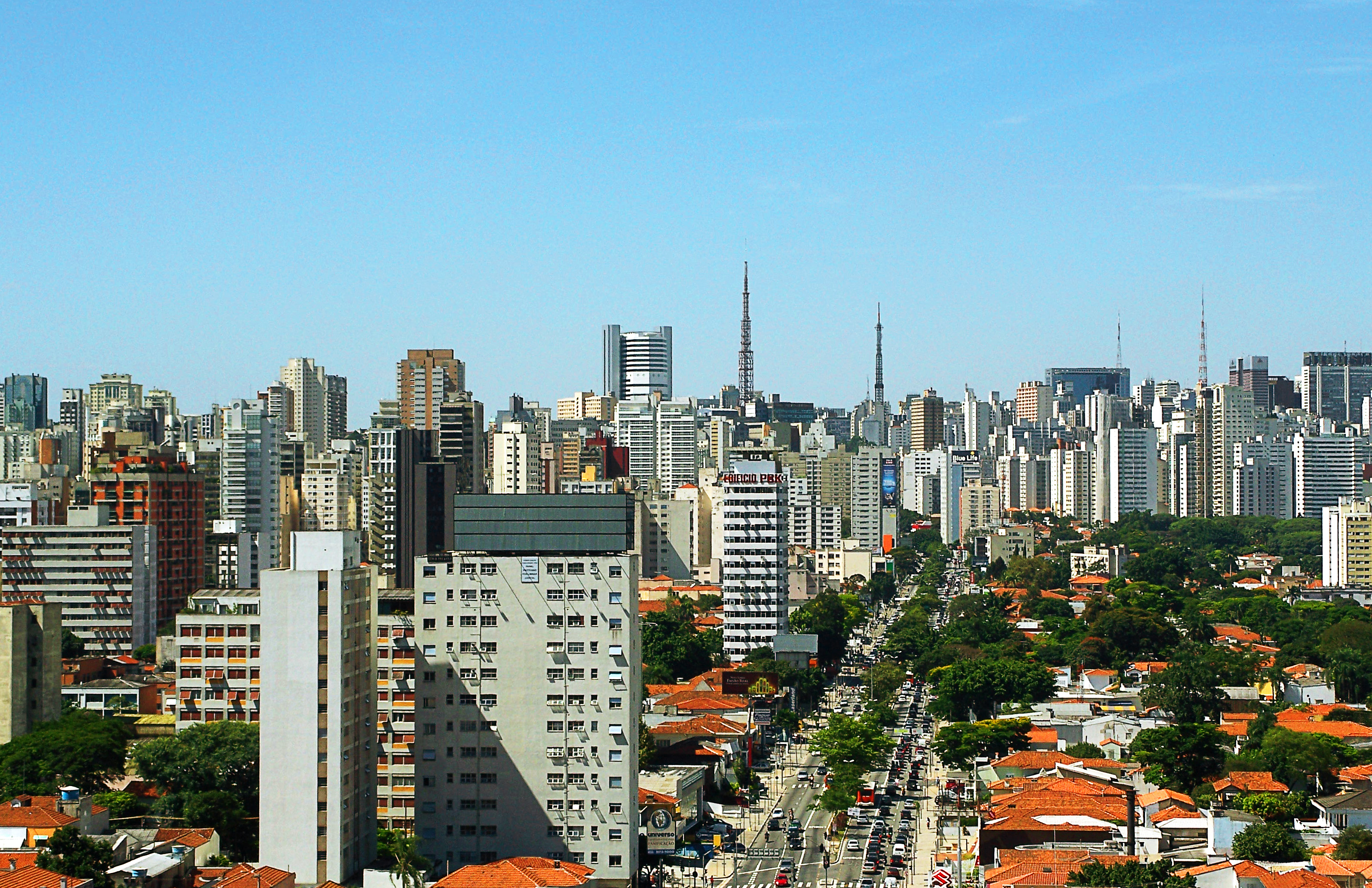
Avenida Rebouças.

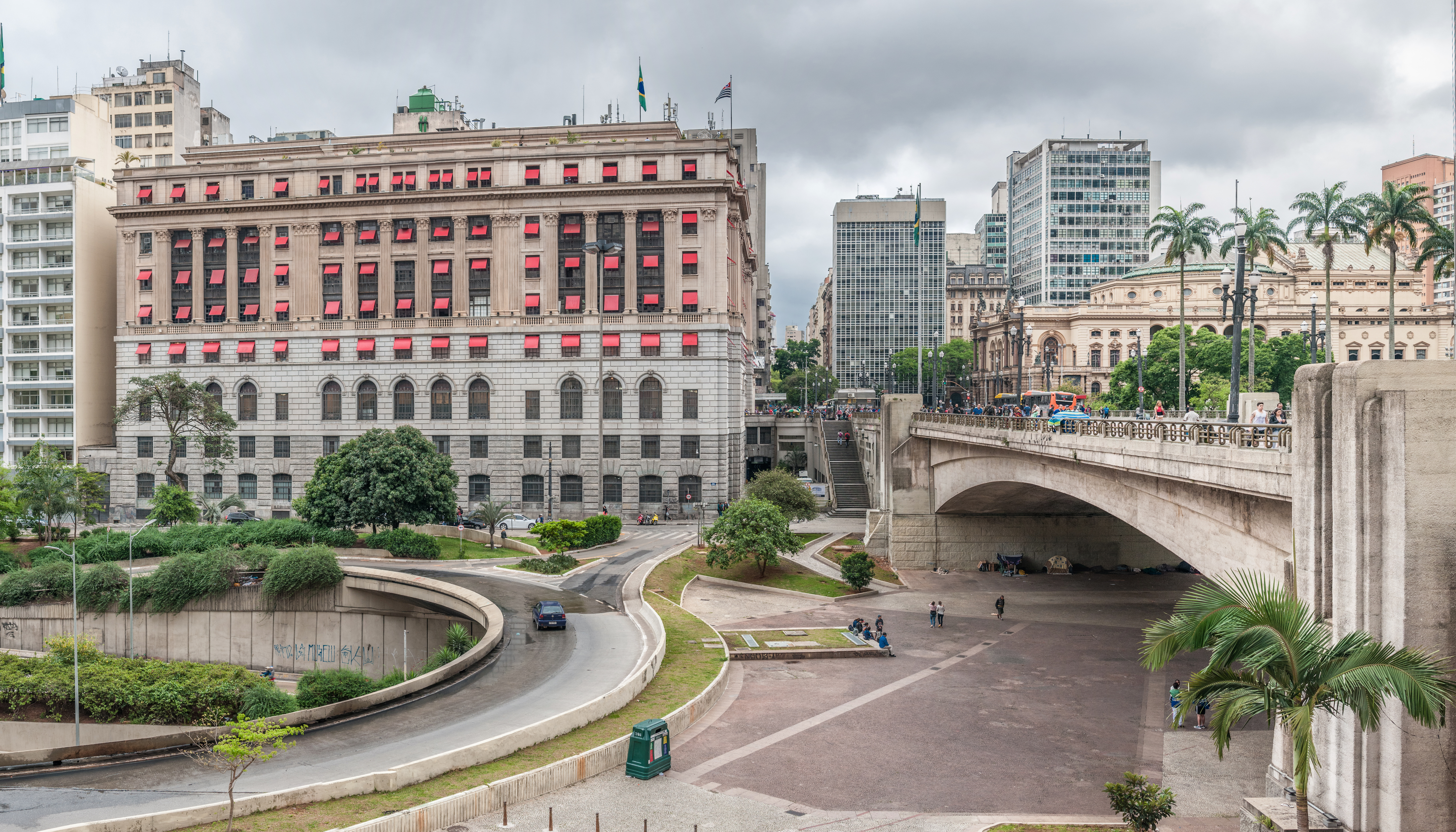
Viaduto do Chá en el Vale do Anhangabaú.

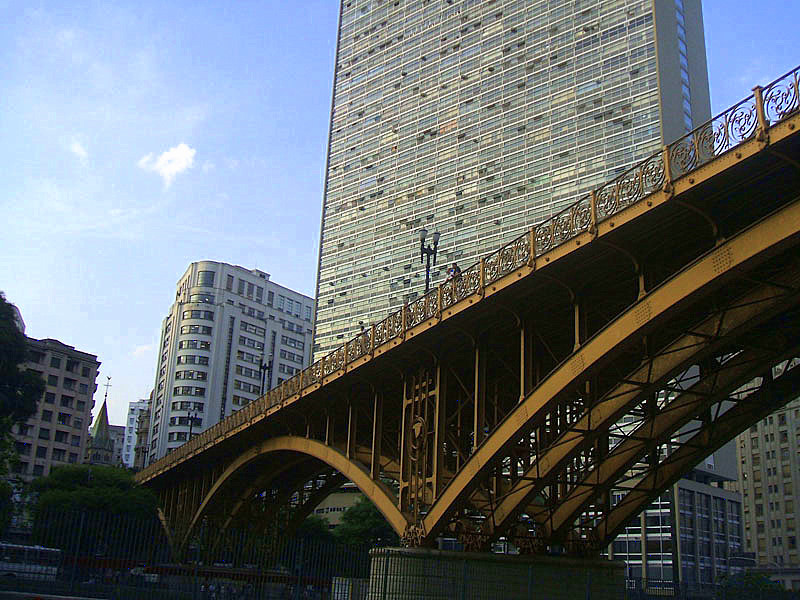
El Viaducto de Santa Ifigênia.

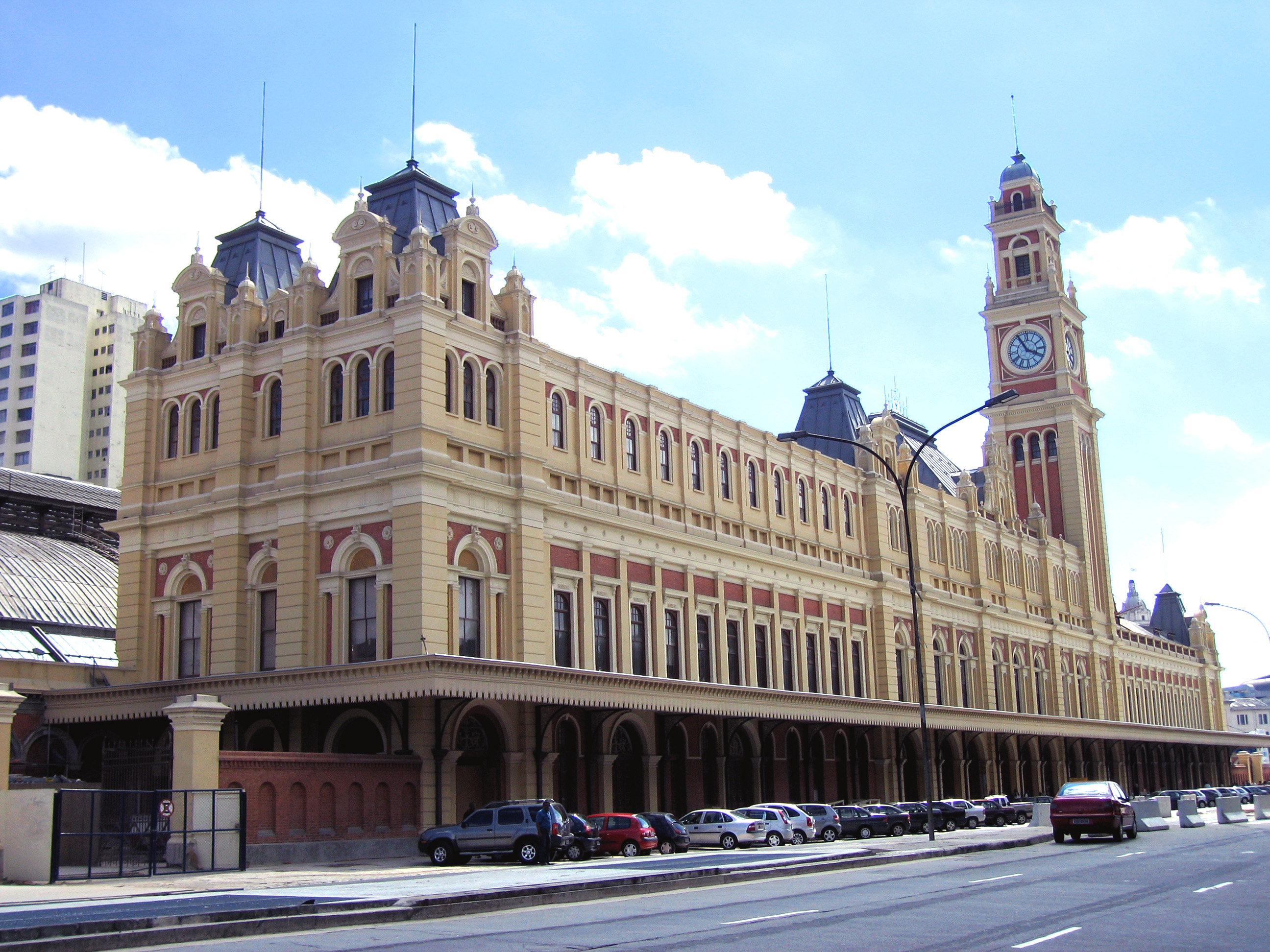
La Estação da Luz.

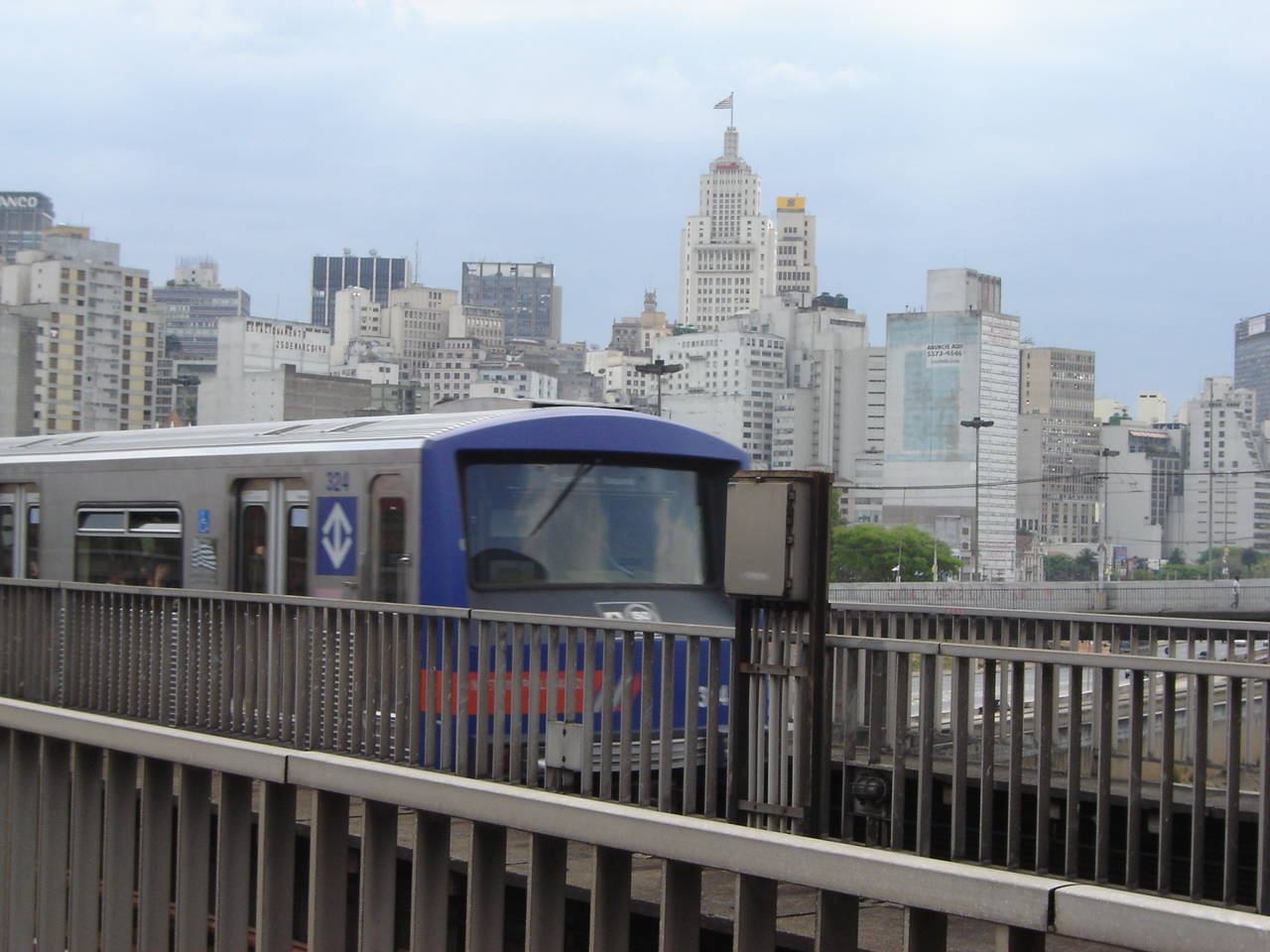
Vista del Skyline de la región.

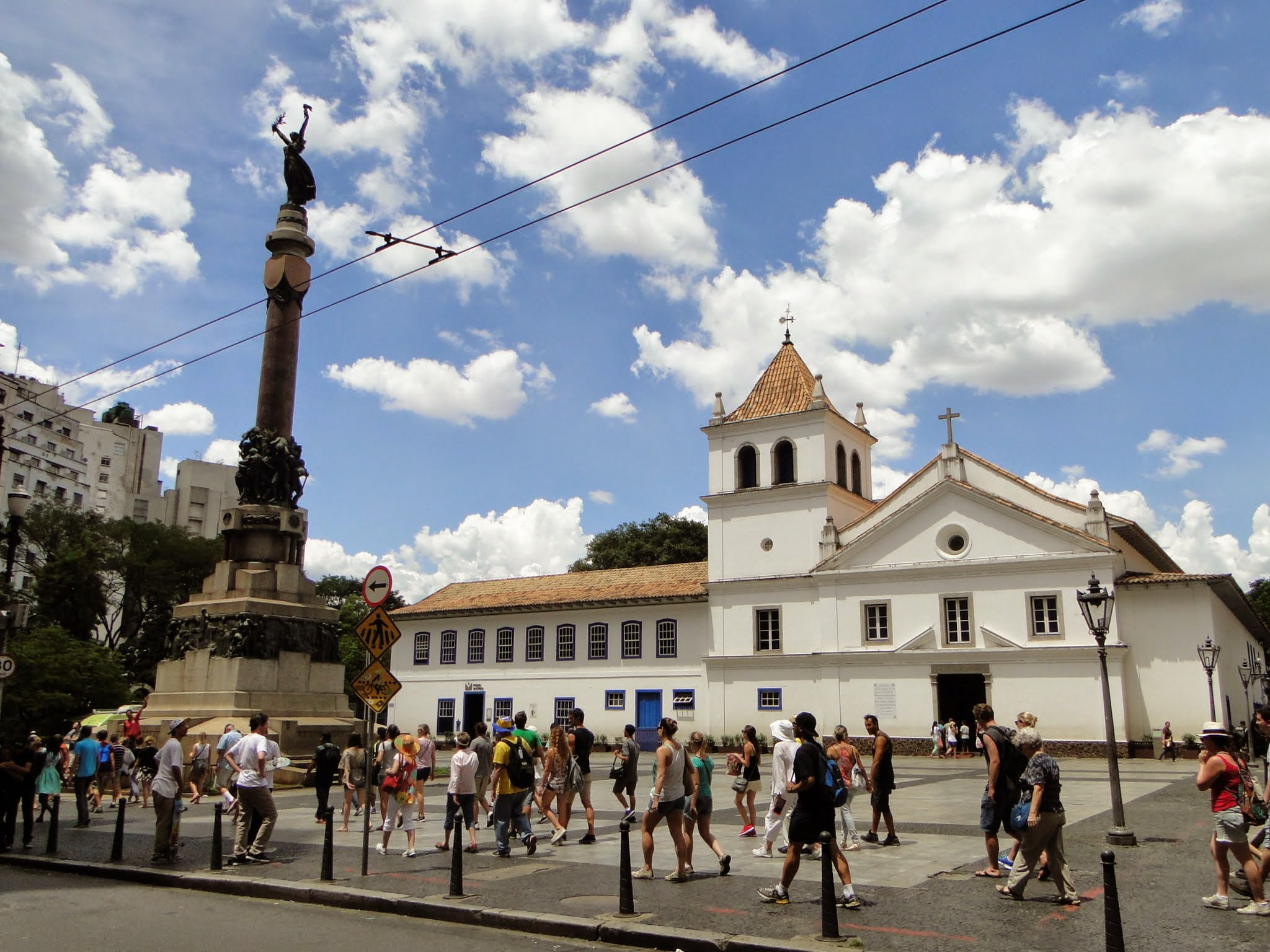
Praça Padre Manuel da Nobrega

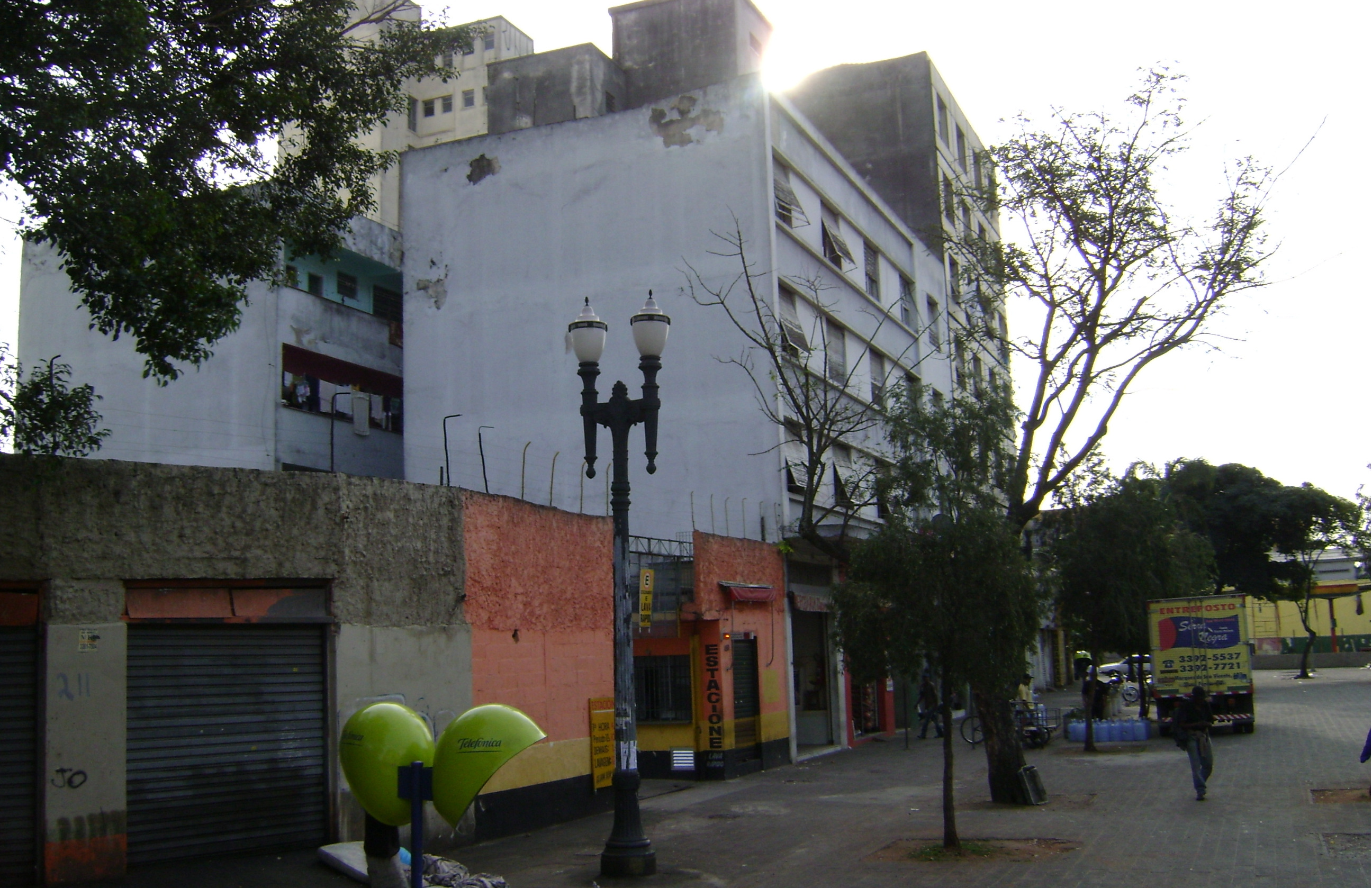
Imagen del centro de São Paulo.

- Vía elevada Presidente Arthur da Costa e Silva

Avenidas y calles
- Avenida Prestes Maia
- Avenida Tiradentes
- Avenida 23 de Maio
- Avenida Brigadeiro Luís Antônio
- Avenida da Liberdade
- Avenida do Estado
- Avenida São João
- Avenida Ipiranga
- Avenida Rio Branco
- Avenida Duque de Caxias
- Avenida Cásper Líbero
- Avenida Senador Queiroz
- Avenida 23 de Maio
- Avenida Brigadeiro Luís Antônio
- Avenida 9 de Julho
- Avenida Vieria de Carvalho
- Avenida Angélica
- Avenida Paulista
- Avenida Pacaembu
- Rua Conselheiro Furtado
- Rua XV de Novembro
- Rua Direita
- Rua José Bonifácio
- Rua Álvares Penteado
- Rua São Bento
- Rua Boa Vista
- Rua Líbero Badaró
- Rua São Joaquim
- Rua Maria Paula
- Rua Santa Ifigênia
- Rua 25 de Março
- Ladeira Porto Geral
- Rua Florêncio de Abreu
- Rua da Consolação
- Rua 7 de Abril
- Rua Amaral Gurgel
- Rua Conselheiro Nébias
- Rua Frei Caneca
- Rua Augusta
- Rua Maria Antonia
- Rua Dona Veridiana
- Avenida Higienópolis
- Avenida Pacaembu
- Rua das Palmeiras
- Alameda Barros

## Principales Shopping Centers
- Shopping Light
- Shopping Frei Caneca
- Shopping Paulista
- Shopping Pátio Higienópolis

## Principales Parques
- Parque da Luz
- Parque da Aclimação
- Parque Dom Pedro II
- Parque Buenos Aires

## Escuelas y Universidades
- Escola de Administração de Empresas de São Paulo - Fundação Getúlio Vargas (EAESP/FGV)
- Universidade Presbiteriana Mackenzie
- Facultad de Derecho de la Universidad de São Paulo (FDUSP) - USP
- Faculdade de Ciências Médicas da Santa Casa de São Paulo (FCMSCSP)
- Centro de Ciências Exatas e Tecnologia - Pontifícia Universidade Católica de São Paulo - (CCET/PUC-SP)
- Fundación Armando Álvares Penteado (FAAP)
- Fundación Escuela de Comercio Álvares Penteado
- Escola da Cidade (AEAUSP)
- Faculdade de Tecnologia de São Paulo (FATEC-SP)
- Conservatório Dramático e Musical de São Paulo (CDMSP)
- Universidade Livre de Música - Centro de Estudos Musicais Tom Jobim

## Hospitales
- Hospital Samaritano
- Hospital Santa Catarina
- Irmandade da Santa Casa de Misericórdia de São Paulo (ISCMSP)
- Hospital Nove de Julho
- Hospital Sírio-Libanês
- Hospital Alemão Oswaldo Cruz
- Beneficência Portuguesa

## Estaciones de Metro

### Linha 1 - Azul
- São Joaquim
- Liberdade
- Sé
- São Bento
- Luz
- Tiradentes
- Armênia

### Linha 2 - Verde
- Brigadeiro
- Trianon-MASP
- Consolação

### Linha 3 - Vermelha
- Pedro II
- Sé
- Anhangabaú
- República
- Santa Cecília
- Marechal Deodoro

### Linha 4 - Amarela
- Luz
- República
- Higienópolis
- Paulista

## Estaciones de la CPTM

### Línea A - Marrón, Línea D - Beige y Línea E - Naranja
- Estação da Luz

### Línea B - Gris
- Estación Júlio Prestes

## Ríos
- Río Tamanduateí
- Río Tietê

## Cultura y entretenimiento
- Biblioteca Mário de Andrade
- Teatro Municipal de São Paulo
- Museo de Arte de São Paulo (MASP)
- Museo de la Lengua Portuguesa
- Sala São Paulo
- Pinacoteca del Estado de São Paulo
- Museo de Arte Sacro de São Paulo
- Museo de la Inmigración Japonesa (SBCJ)